# Gornja Stranica
Gornja Stranica – wieś w Chorwacji, w żupanii karlowackiej, w gminie Ribnik. W 2011 roku liczyła 1 mieszkańca.